# Dares Phrygius
Dares Phrygius (Dares de Phrygiër of Dares de Trojaan) is een fictieve schrijver aan wie het korte prozawerk De Excidio Troiae Historia (Geschiedenis van de val van Troje) wordt toegeschreven. Dit zou een ooggetuigenverslag zijn van de Trojaanse Oorlog, geschreven door de Dares (Oudgrieks: Δάρης, Dárēs) die als priester van Hephaestus door Homerus wordt genoemd in Ilias V, 9. Van het bestaan van dit werk wordt voor het eerst getuigd door de schrijver Aelianus ca. 200 n.Chr. (Varia Historia XI, 2). Het was misschien oorspronkelijk in het Grieks geschreven, maar is overgeleverd in een Latijnse bewerking. De schrijver hiervan geeft voor Cornelius Nepos te zijn en zijn werk op te dragen aan Sallustius. In werkelijkheid gaat het om een werk uit het einde van de 5e eeuw of uit de 6e eeuw.
Het werk van Dares is min of meer een tegenhanger van een vergelijkbaar werk dat op naam staat van Dictys Cretensis, en een ooggetuigenverslag is van de Trojaanse Oorlog van Griekse kant. Beide werken waren van grote invloed op met name de Middeleeuwse Trojeromans.
Dares wijkt in zijn verslag bewust af van Homerus en is sterk anti-Grieks. Patroclus sterft hier al lang vóór de toorn van Achilles, Achilles wordt met zijn liefde voor de Trojaanse prinses Polyxena in de val gelokt, en Troje valt door het verraad van o.a. Aeneas. Bij de Grieken zouden er 806.000 slachtoffers zijn gevallen, bij de Trojanen slechts 278.000.